# Mastigophoraceae
Mastigophoraceae, porodica jetrenjarki, dio podreda Lophocoleineae
Pripada mu 2 roda.

## Rodovi
1. Dendromastigophora R.M. Schust.
2. Mastigophora Nees